# VEF I-16
VEF I-16
VEF I-16
- 用途：戦闘機
- 設計者：カールリス・エァビテス
- 製造者：VEF

VEF I-16は、カールリス・エァビテスの設計とVEF社の製作による1939年のラトビアの試作戦闘機である。開発作業はソ連によるラトビア占領とその後のVEF社社員の粛清により中止された。唯一製作された機体は後にドイツ軍により鹵獲され、ドイツ空軍によりテストされた。その後、1944年にラトビアがソ連により再占領されると、機体は廃棄されたとされている。

## 概要
I-16はチェコスロバキア製倒立V型 12気筒 空冷エンジンを搭載し、2枚ブレードプロペラを駆動する円形翼端の主翼を持つ低翼単葉機であった。試作機は流線形の覆いを取り付けた固定式降着装置であったが、量産型は引き込み式に変更される予定であった。武装は胴体に2丁のブローニング製機関銃を装着することになっており、両主翼下に各1門を追加で搭載可能であった。

## 要目
(I-16) Latvia's Little Hawk 
- 乗員：1名
- 全長：7.30 m (23 ft 11 in)
- 全幅：8.23 m (27 ft 0 in)
- 全高：2.70 m[3] (8 ft 10 in)
- 翼面積：11.43 m² (123.0 ft²)
- 翼面荷重：11.43 m² (123.0 ft²)
- 空虚重量：1,100 kg (2,420 lb)
- 全備重量：1,540 kg (3,388 lb)
- 出力重量比：220 W/kg (0.13 hp/lb)
- エンジン：1 × Walter Sagitta I-SR 倒立V型12気筒 空冷エンジン、403 kW (540 hp)
- 最大速度：483 km/h (261 knots, 300 mph) at 7,900 m (25,900 ft)
- 巡航高度：8,100 m (26,600 ft)
- 航続距離：805 km (438 nmi, 500 miles)
- 武装：
  - 2 × 7.9 mm ブローニング 機関銃